# Цизов
Цизов (њем. Züsow) општина је у њемачкој савезној држави Мекленбург-Западна Померанија. Једно је од 91 општинског средишта округа Нордвестмекленбург. Према процјени из 2010. у општини је живјело 351 становника. Посједује регионалну шифру (AGS) 13058111.

## Географски и демографски подаци
Цизов се налази у савезној држави Мекленбург-Западна Померанија у округу Нордвестмекленбург. Општина се налази на надморској висини од 56 метара. Површина општине износи 19,4 km². У самом мјесту је, према процјени из 2010. године, живјело 351 становника. Просјечна густина становништва износи 18 становника/km².